# كوبه

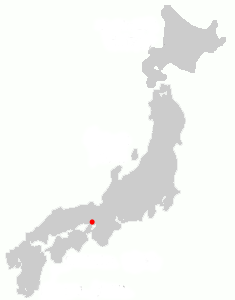
موقع المدينة

كوبه (بالـيابانية: 神戸市 = كوبه-شي) هي مدينة في اليابان. عاصمة «محافظة هيوغو» وأكبر مدنها، تقع جنوب غربي جزيرة «هونشو». بلغ عدد سكانها حوالي 1,513,967 نسمة (2003). تقع المدينة في منطقة كانساي، وتشكل مدينة رئيسية في منطقة كيهانشين.

## التاريخ
بدأت المدينة عام 1868 م انطلاقتها الاقتصادية، مع انفتاح التجارة في اليابان على العالم. دمرت بعض أجزاءها أثناء الحرب العالمية الثانية (حملات القصف الأمريكية)، أعيد بناؤها بعد 1945 م. تعرضت في يناير عام 1995 م إلى زلزال عنيف، يعتبر وفقاً لسجل غينيس للأرقام القياسية أكثر الزلازل تكلفة في التاريخ، وقد بلغ عدد ضحاياه 6433 معظمهم من مدينة كوبه. عام 2002 م، كانت المدينة إحدى المدن اليابانية التي استضافت فعاليات كأس العالم لكرة القدم.

## المدينة

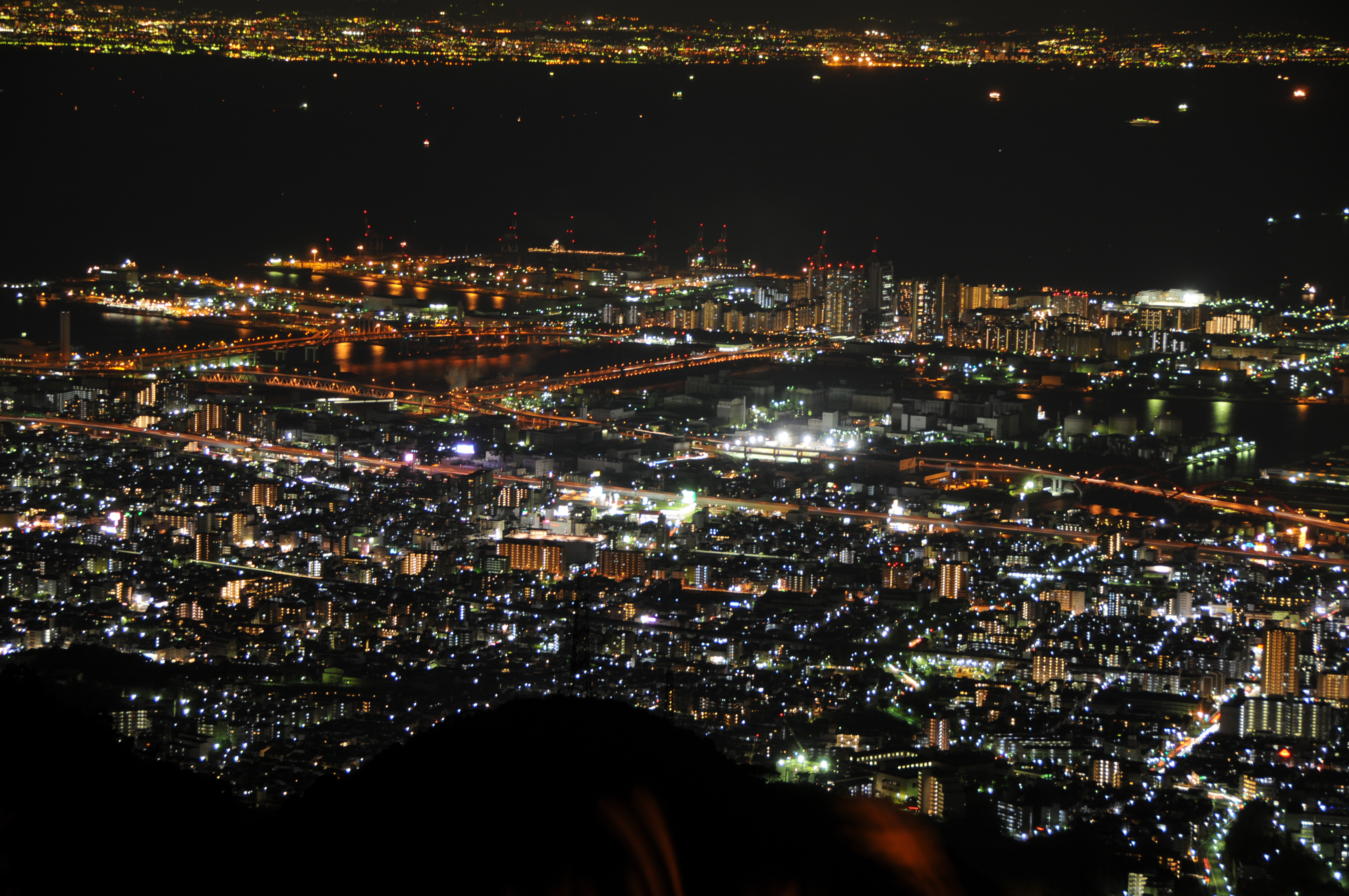
منظر ليلي للمدينة

تتواجد في المدينة العديد من المعابد البوذية والمزارت الشنتوية وأقدم مسجد في اليابان، وتضم تمثالين شهيرين لـ«بوذا»، بالإضافة إلى بعض الكنائس المسيحية. تملك «كوبي» متحفين للفنون الجميلة. أسست «مدرسة كوبه للتجارة» عام 1902 م، قبل أن تتحول إلى «جامعة كوبه» سنة 1949.
من أشهر مناطق المدينة هو ميناء كوبه مع برج ميناء كوبه الأحمر.

## الاقتصاد
تشكل مدينتي «كوبه» و«أوساكا» تجمعا حضريا كبيرا (الثاني في البلاد بعد منطقة «طوكيو»). من أهم النشاطات الاقتصادية فيها بناء السفن، وصناعات المطاط. بالإضافة إلى ذلك توجد نشاطات أخرى كالكيماويات، الآلات الصناعية، التجهيزات الكهربائية، المنسوجات، تحوبل السكر، مطاحن الحبوب، ومصانع الجعة المحلية (الـ«ساكي»). تعبر «كوبه» ثاني أهم الموانئ في اليابان بعد «يوكوهاما».

## معرض صور

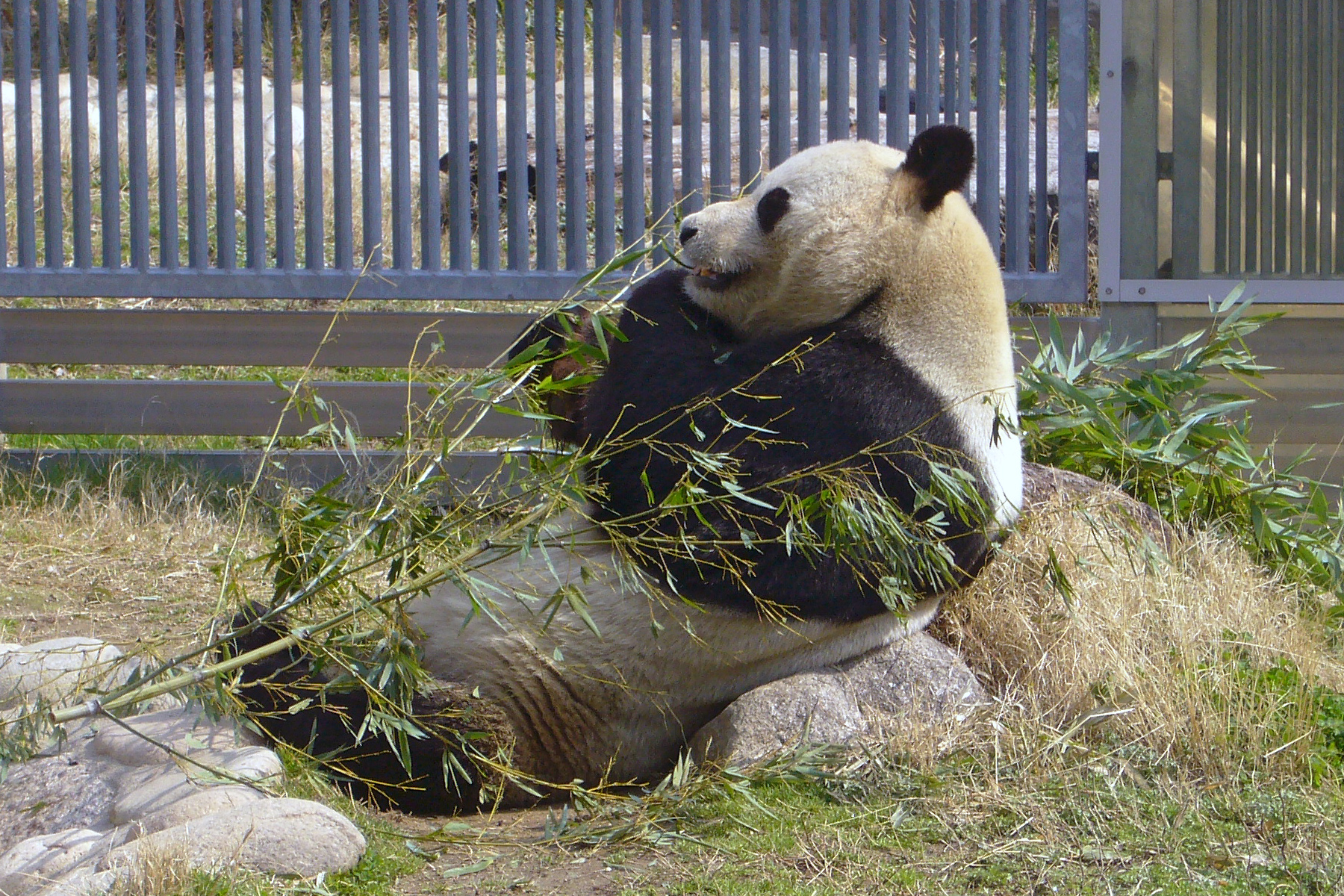
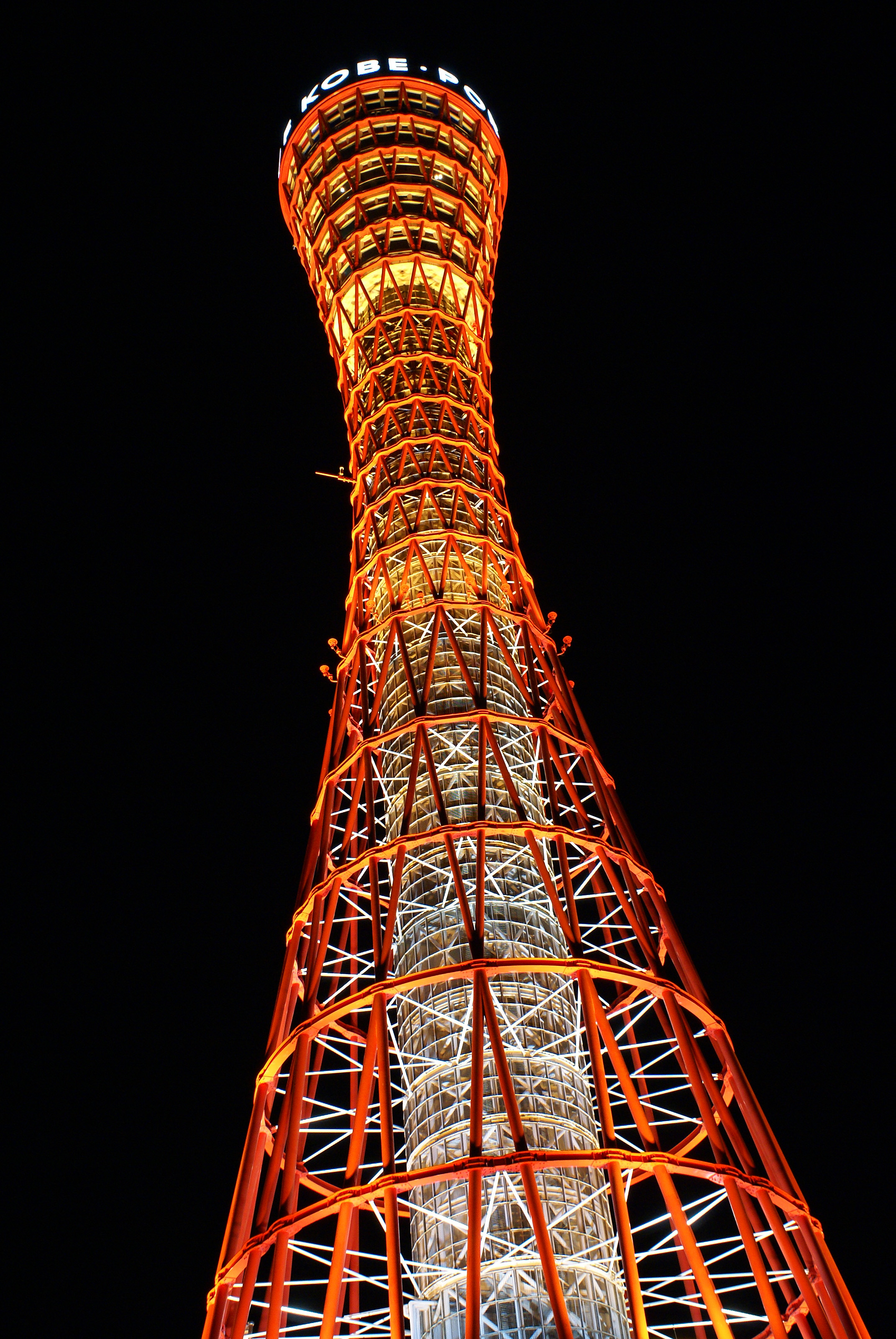
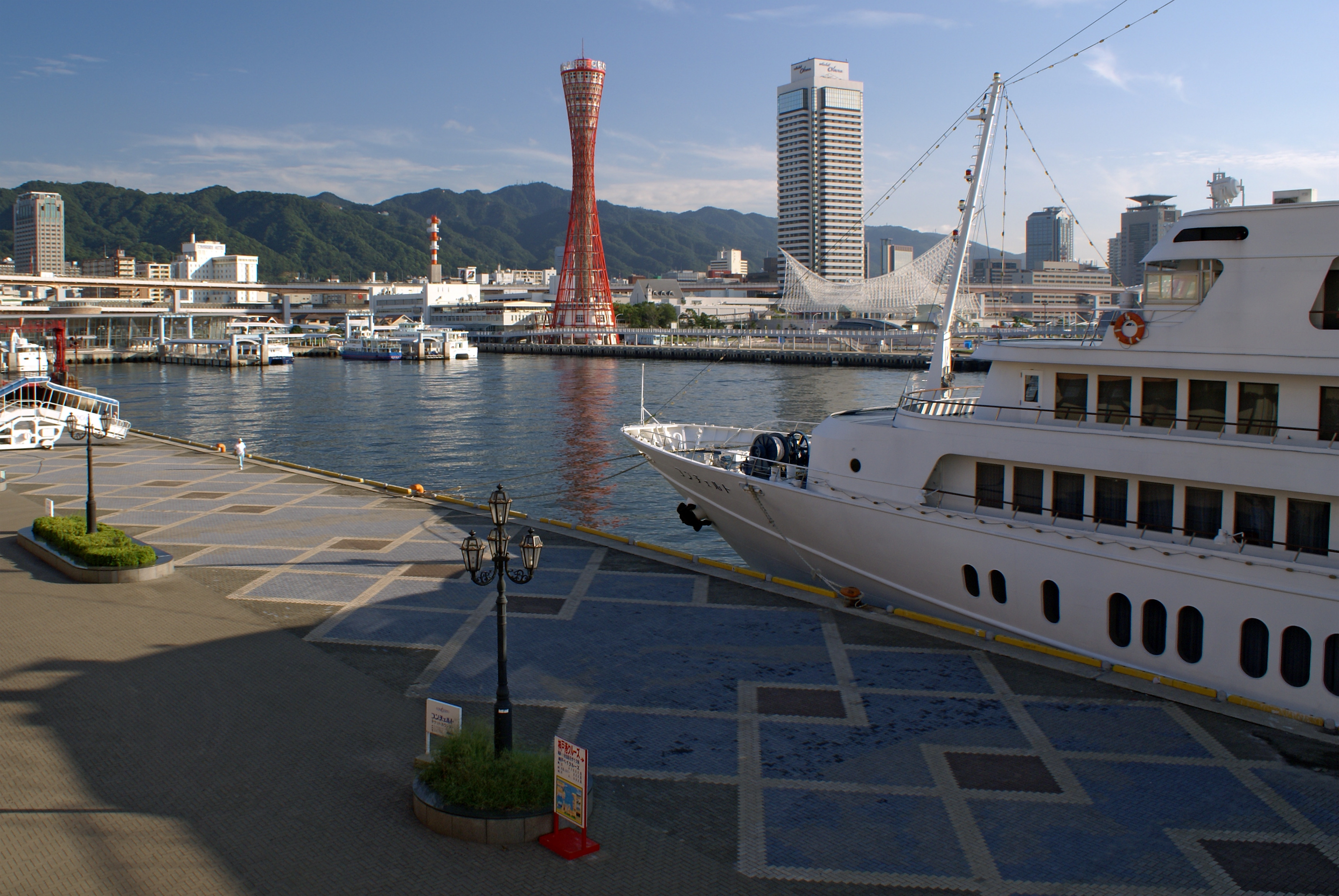
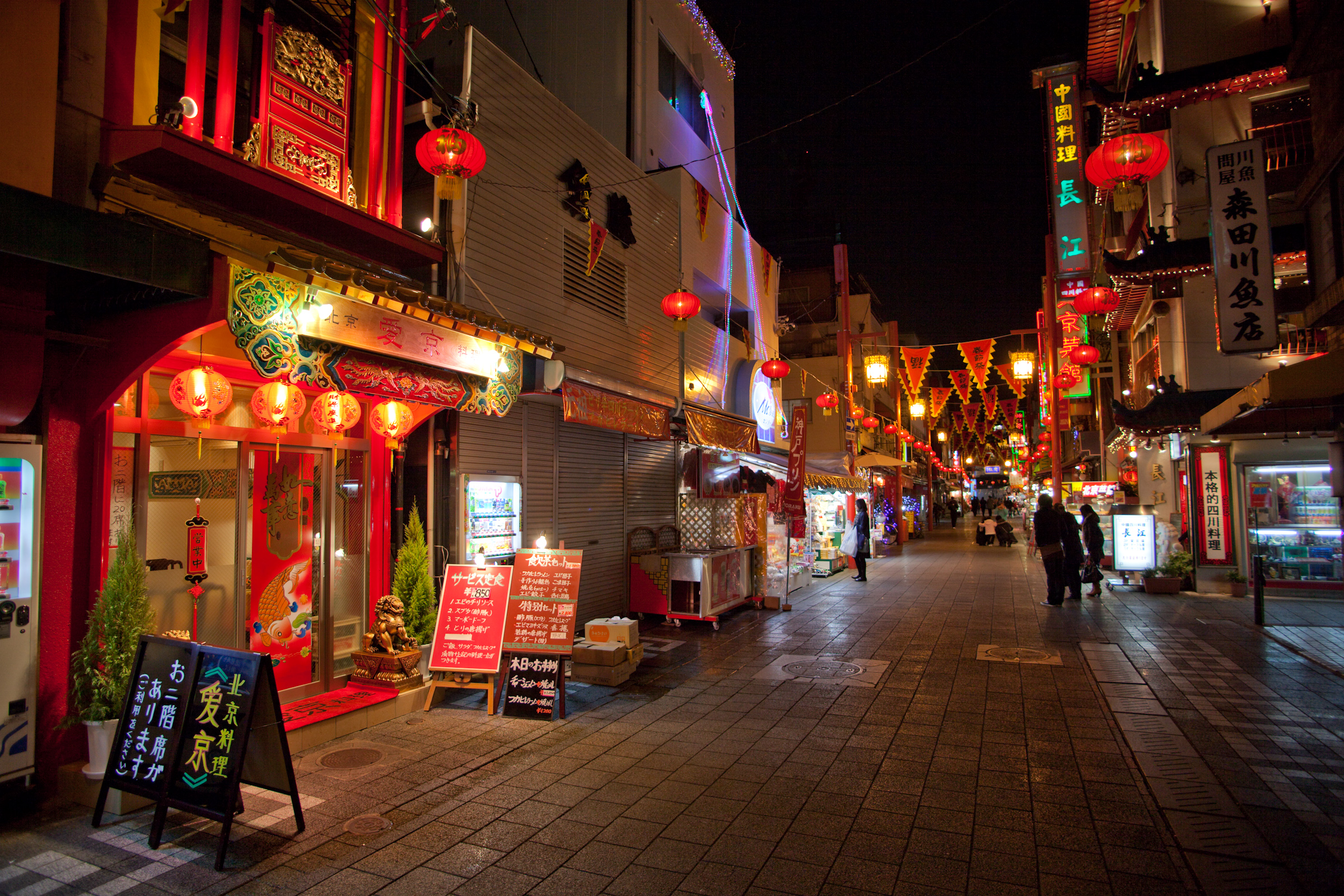

## توأمة
لكوبه اتفاقيات توأمة مع كل من:
- سياتل (21 أكتوبر 1957 -)
- مارسيليا (2 يوليو 1961 -)
- ريو دي جانيرو (19 مايو 1969 -)
- فيصل آباد (2000 -)
- ريغا (18 يونيو 1974 -)
- بريزبان (16 يوليو 1985 -)
- برشلونة (6 أبريل 1993 -)
- حيفا (2004 -)
- إنتشون (6 أبريل 2010 -)
- قادس
- تيرني
- فيلادلفيا
- تيانجين (24 يونيو 1973 -)

## أعلام
- شينجي كاغاوا
- بيتر جونسون غوليك
- ميزاو تاماي
- غن شوجي
- توموكازو ميوجين
- سيكو تانابي
- أوتاكو أوكاموتو
- يوسوكي كاشيواغي
- تاكاشي أساهينا
- ريويتشي مايدا